# Mi ritorni in mente
Mi ritorni in mente è un brano musicale scritto e composto da Lucio Battisti e Mogol, reso celebre dall'interpretazione pubblicata dallo stesso Battisti nell'ottobre del 1969. Il brano raggiunse la vetta della hit parade italiana nel gennaio del 1970.
Si trova alla posizione numero 33 nella classifica dei 200 migliori brani nella storia della musica italiana secondo Rolling Stones.

## Testo
Il testo, scritto da Mogol, è incentrato sul ricordo agrodolce di una storia d'amore ormai finita.
La composizione è costituita da una strofa che apre e chiude il brano, nella quale si descrive il sentimento lasciato dalla donna nel protagonista, e da un inciso posto tra le due ripetizioni della strofa, nel quale si rievoca l'episodio con il quale l'amore finì. L'intera canzone si basa sul contrasto tra la dolcezza dei sentimenti provati nel presente (strofa) ed il dolore del ricordo del passato (inciso).
La strofa è caratterizzata da un'atmosfera sognante e nostalgica: dalla memoria, la donna emerge come una figura idealizzata, che contrasta però con la consapevolezza di come il ricordo non sia oggettivo («bella come sei / forse ancor di più»; «dolce come mai / come non sei tu»). Il protagonista vorrebbe ancora la donna al suo fianco, la desidera e la sogna, ma è consapevole del fatto che la relazione sia ormai irreparabilmente finita: per sintetizzare questa situazione, la donna viene paragonata a «un angelo caduto in volo», una delle immagini più celebri coniate da Mogol.
L'inciso centrale è introdotto dal verso «ma c'è qualcosa che non scordo», con il quale tutto cambia radicalmente: l'atmosfera non è più sognante ma concitata, il ricordo non è più vago e alterato, ma preciso e puntuale. Al suo interno è rievocata la dolorosa fine della loro relazione: durante una serata passata a ballare, la donna nota un altro uomo, mostrandosi interessata nei suoi confronti; al protagonista bastano pochi segnali per capire che il loro amore è finito («un sorriso / e ho visto la mia fine sul tuo viso») e per cadere nella disperazione («sono morto in un momento»).

## Composizione

### L'origine:Non chiederò la carità
La parte musicale di Mi ritorni in mente trae le sue origini da Non chiederò la carità, una canzone composta da Battisti nel 1965 (prima dell'incontro con Mogol) con i testi di Roberto Matano, amico e compagno di band di Battisti ne I Campioni. Nel 1970 Battisti ricordò la genesi del brano in questi termini:
Di questa prima composizione si conserva una registrazione in cui Battisti esegue il brano con voce e chitarra, incisa nel 1965 dallo stesso autore tramite un registratore portatile, che fu rinvenuta nell'estate del 2000 dal collezionista Italo Gnocchi all'interno di un nastro magnetico contenente altri 17 brani inediti; la registrazione non è mai stata mai pubblicata su disco, ma un suo frammento è stato fatto ascoltare nello speciale televisivo Pensieri e parole trasmesso da Rete 4 il 7 settembre 2004.

### La riscrittura:Mi ritorni in mente
Nel 1969, a distanza di quattro anni, Battisti ripescò la canzone, prendendo ampi stralci della sua melodia per realizzare un nuovo brano. Su di esso, Mogol scrisse un nuovo testo, portando alla nascita di Mi ritorni in mente.
Sandro Colombini, discografico amico di Mogol e Battisti, sostiene che il testo del brano sarebbe ispirato ad una vicenda amorosa extraconiugale da lui vissuta. Questa origine, tuttavia, è stata in seguito smentita dallo stesso Mogol, che sostiene di aver scritto la storia unicamente con l'immaginazione, senza riferirsi a nessuno.

## Interpretazione di Lucio Battisti
Non appena completata la composizione del brano, Battisti comprese immediatamente il suo valore e decise di farne il "pezzo forte" del prossimo singolo che si apprestava a realizzare e che, fino a quel momento, avrebbe dovuto contenere 7 e 40 sul lato A e Una sul lato B: quest'ultima fu scartata (per poi essere ripescata tre anni dopo come retro di Elena no) mentre 7 e 40 fu relegata sul lato B.

### Registrazione
Il 14 settembre 1969 Battisti si recò a casa di Mariano Detto per fargli ascoltare la canzone e affidargli l'incarico di realizzare l'arrangiamento. Il maestro aveva già prenotato la sala di registrazione e l'orchestra per il giorno seguente, in vista della registrazione di 7 e 40 e Una, e fu costretto a disdire la prenotazione dell'orchestra in quanto in un solo giorno non avrebbe fatto in tempo a scrivere la relativa partitura per Mi ritorni in mente. Invece fece in tempo a scrivere la partitura della base ritmica, che il 15 settembre fu registrata negli studi Ricordi di via dei Cinquecento a Milano, nei tre turni delle ore 9, delle 15 e delle 21. Le parti d'orchestra furono eseguite dall'orchestra del Teatro alla Scala e registrate il 22 settembre alle ore 9 negli stessi studi. Il 23 settembre alle 9 fu registrata la sovraincisione della sezione di fiati, eseguiti dal gruppo canadese Chriss & the Stroke; il 26 settembre alle 9 furono registrate le voci.
Il 27 settembre l'arrangiatore Detto e il fonico Walter Patergnani realizzarono il missaggio, che fu perfezionato il 1º ottobre insieme allo stesso Battisti negli studi Ricordi di via Berchet 2. Il transfer viene realizzato l'8 ottobre.

### Pubblicazione
L'interpretazione di Battisti fu pubblicata il 14 ottobre del 1969 come lato A del singolo a 45 giri Mi ritorni in mente/7 e 40. L'anno seguente fu inclusa nell'album Emozioni, pubblicato il 15 dicembre 1970.
Da allora è stata ripubblicata innumerevoli volte in raccolte, compilation e best-of del musicista. Tra queste, va citata la raccolta Le origini (1992), dove sono stati operati un nuovo missaggio e la rimasterizzazione in digitale, che conferiscono a tale versione un suono sensibilmente diverso da quella originale.

### Versione acustica inedita
Del brano si conserva anche una seconda versione, in cui il brano è eseguito da Battisti in versione acustica, con il solo ausilio di voce e chitarra e pochissime sovraincisioni. La registrazione non è mai stata pubblicata, anche se è facilmente reperibile su internet.

### Esibizioni dal vivo
Battisti ha cantato la canzone dal vivo nella partecipazione al programma radiofonico di Radio 2 Gran varietà del 19 ottobre 1969, presentato da Walter Chiari.
Un accenno del brano, inoltre, venne cantato dal vivo con voce e chitarra nella trasmissione radiofonica Per voi giovani di Paolo Giaccio, registrata nel dicembre del 1971 e trasmessa su Radio 1 dal 3 al 7 gennaio 1972.
La canzone, inoltre, venne spesso eseguita nel corso della tournée estiva del 1970.

### Videoclip
Esistono due video tuttora conservati di Battisti che canta Mi ritorni in mente.
Il più noto è un videoclip a colori, mandato in onda originariamente il 17 febbraio 1970 nella trasmissione televisiva Sicilia Happening della RAI. Nel video, Battisti canta il brano in playback sul balcone di una casa in riva al mare; la concitazione dell'inciso centrale è evidenziata da un rudimentale effetto speciale, con delle mani che passano davanti alla telecamera.

Il cantante di Poggio Bustone nel programma in bianco nero del 1970

L'altro, in bianco e nero, risale alla partecipazione di Battisti al programma televisivo Incontro con Lucio Battisti condotto da Loretta Goggi e mandato in onda il 21 febbraio 1970. Il video, con la regia di Roberto Arata, è in playback e presenta anch'esso un rudimentale effetto speciale in corrispondenza dell'inciso centrale, con un foglio di carta argentata che occupa il bordo dell'inquadratura muovendosi a ritmo.
Questi due filmati furono conservati negli archivi RAI, pertanto sono stati frequentemente ritrasmessi e pubblicati in home video: il VHS Le immagini più belle di un mito intramontabile del 1992 include quello tratto da Incontro con Lucio Battisti, mentre il DVD Il nostro canto libero del 2007 include entrambi.
Si conosce inoltre l'esistenza di altri due filmati televisivi, che non furono conservati negli archivi RAI e sono pertanto andati perduti: si tratta della partecipazione alla trasmissione Ma perché? Perché sì! condotta da Tony Renis, andata in onda il 30 novembre 1969, e della partecipazione di Battisti alla rassegna canora V Caravella dei successi, avvenuta al teatro Petruzzelli di Bari il 9 novembre 1969, mandata in onda dalla RAI il 15 gennaio 1970. Entrambi i video erano in bianco e nero e in playback.
Una parte della canzone, inoltre, venne interpretata da Battisti e Mina, dal vivo e all'interno di un medley, nel celebre duetto avvenuto nella trasmissione televisiva Teatro 10 il 23 aprile 1972.

## Versione inglese dei Love Affair
Visto il grande successo riscosso dal brano in Italia, nel 1970 Battisti e Mogol pensarono di lanciare il brano anche all'estero.
Il testo fu tradotto in inglese da Mogol insieme a Scott e prese il nome di Wake Me I Am Dreaming. Nel 1969 Battisti realizzò un provino del brano rimasto inedito; non è noto se la registrazione esista ancora.
La canzone, infine, venne affidata al gruppo britannico dei Love Affair. Nella loro interpretazione, i Love Affair inclusero esclusivamente la strofa, che viene ripetuta più volte, mentre rimossero l'inciso centrale. Il brano fu prodotto da Ken Street e arrangiato da Alan Hawkshaw.
La reinterpretazione fu pubblicata nel febbraio 1971 come lato A del singolo a 45 giri Wake Me I Am Dreaming/That's My Home. Il singolo ebbe scarsissimo successo e passò quasi inosservato.

## Altre interpretazioni
Nel corso del tempo, il brano è stato reinterpretato da molti altri artisti:
- I Combos ne realizzarono una loro versione nel 1969[26]
- Franco Cassano, nell'album Tenerissimo del 1969;[27]
- Giorgio Gaslini ne realizzò una versione jazz, pubblicata nell'album Una cosa nuova del 1972[27] e poi inserita nella compilation Battisti in Jazz del 2004;
- Claudio Villa la inserì all'interno di un medley nell'album Una voce del 1974;[27]
- Pino Calvi, nell'album Romantic n° 14 del 1981;[27]
- I Milk and Coffee, nell'album di autori vari Buon compleanno TV del 1984;[27]
- Antonio e Marcello, nell'album Babilonia del 1985;[27]
- Fiordaliso, nell'album Dal vivo per il mondo del 1985 e Il meglio vol. 2 del 1995;[27]
- La Formula 3, nell'album 25 anni di Lucio Battisti visto da noi del 1993[27] e La folle corsa e altri successi del 2001;[28]
- Barbara Cola, come sigla del programma televisivo Mi ritorni in mente del 1994;[27]
- Maurizio Vandelli reinterpretò il brano all'interno del programma televisivo Mina contro Battisti del 1995. La sua versione fu pubblicata nella compilation omonima edita dalla RTI Music;[28]
- Dino, nell'album di autori vari Concerto per Lucio vol. 1 del 1998;[28]
- Renato Sellani ne realizzò una versione jazz pubblicata nell'album Per Lucio Battisti del 2000;[28]
- I Beans, nell'album I Beans cantano Battisti del 2001;[28]
- Stefano Bollani nel 2004 ne realizzò una versione jazz insieme ai musicisti danesi Jesper Bodilsen e Morten Lund, che diede il nome all'album Mi ritorni in mente in cui fu pubblicata;
- Alberto Fortis insieme alle Custodie Cautelari reinterpretarono il brano nell'album di autori vari 29 settembre - Grazie Lucio del 2005.[28]
- Le Vibrazioni in Una storia da cantare, programma dedicato alla vita musicale dell'artista poiano.[29]

## Nella cultura di massa
Nel 1994 il brano diede il nome al programma televisivo Mi ritorni in mente di Red Ronnie, la cui sigla era una reinterpretazione del brano da parte della cantante Barbara Cola.